# アジザ・ムスタファ・ザデ
アジザ・ムスタファ・ザデ（Aziza Mustafa Zadeh、アゼルバイジャン語：Əzizə Mustafazadə、1969年12月19日 - ） は、ジャズ界のプリンセス、またはジャジーザ (Jazziza) という愛称で知られるアゼルバイジャン出身の歌手、ピアニスト、作曲家である。彼女の音楽は、ジャズとムガム（アゼルバイジャンの伝統的な即興演奏様式）を融合させたものであり、クラシックやアヴァンギャルドからも影響を受けている。
評論家にはキース・ジャレットからの影響も指摘されている。現在、母でありマネージャーでもあるエリザ・ムスタファ・ザデとマインツに居住している。余暇の過ごし方としては、絵を描くことと眠ることがお気に入りであり、菜食主義者である。なんらかの宗教を信仰しているわけではないが神の存在を信じている。1991年からの世界中でのアルバム総売上枚数は1500万枚に上る。

## バイオグラフィ
アジザは音楽家の両親である、父ヴァギフ・ムスタファ・ザデと母エリザの間に生まれた。
父のヴァギフはピアニストであり作曲家、ムガームとジャズを融合させたスタイルを創始したことで名を残している。現在は娘であるアジザがそのスタイルを継承している。母のエリザはジョージア出身で、西洋クラシックの教育を受けた歌手である。

両親が娘の音楽に対する鋭敏な感性を知ることになったのは生後8ヶ月のことであった。母から聞いた当時の様子を、アジザは次のように語る：
| 「 | ある時、父が”シュール”というムガームのモードでピアノの即興演奏をしました。”シュール”は深い悲しみを呼び起こすとされています。父が演奏している時に私は泣き始めたので皆んな何が起こったのかと思ったようです。私が泣た理由について母が気づいたことは、私の感情と音楽が連動しているのではないか、ということでした。「ヴァギフ、お願い、スケールを変えてみて。”ラスト”を弾いてみて」と母が言うので、父はその通りにしました。”ラスト”の響きは喜びや楽観性を表します。思ったとおり、私はまだ涙を流し続けているというのに踊るような仕草を始めました。それを見て母がこう言ったのです。「あの子の様子を見て！”シュール”にまた戻ってみて！」父が言われたとおりに”シュール”を弾き始めた時、私は前より大きな声で泣き始めました。そんな様子だったようでえす。そして”ラスト”に戻るとまた踊り始めたそうです | 」 |

アジザはアートの中でも踊りと絵画と歌に魅入られているという。父のステージに3歳でデビューを果たした時には即興で歌を披露した。早くから西洋クラシック・ピアノを学び始め、バッハやショパンといった作曲家に特に強く惹かれていた。即興演奏における才能の開花も遅くはなかった。
1979年12月16日、アジザが10歳になる誕生日の3日前、父がタシケントで心臓発作により死亡した。(彼女の家庭に特別な出来事があった日を見ると奇妙な関連がある。ヴァギフは16日に死亡し18日に埋葬された。母のエリザは12月17日生まれである。アジザが言うには「16、17、18、19という日には喜びと悲しみが交錯していて生と死という相容れない要素が隣り合っている」ということである) 母のエリザは、アジザがこのショッキングな出来事を克服するために、彼女自身の歌手としてのキャリアを断ち娘の音楽の才能を育てることに専念した。
1988年18歳の時、アジザのムガームに影響を受けたスタイルが功を奏し、ワシントンで開催されたセロニアス・モンク国際ジャズピアノコンクールにて第3位に輝いた。母と共にドイツへ移住したのもこの頃である。
アジザはデビューアルバムのAziza Mustafa Zadehを1991年にリリースした。2枚目のアルバムであるAlwaysは、ドイツの名誉ある音楽アワードであるPhono Academy Prizeと、ソニーのEcho Prizeを勝ち取った。以来、ジャズや伝統音楽の著名人たちと多くの国々で演奏を重ねつつ、アルバムをリリースしている。

## バクー・ジャズ・フェスティバル 2007
2007年6月、故郷アゼルバイジャンの国立オペラ・バレエ劇場で開催されたバクー・ジャズ・フェスティバルに出演した。フェスティバル最終日の野外グリーンシアターではヘッドライナーを務めた。その時の演奏で、彼女自身のエコーを用いてハーモニーを奏でた「Shamans」という曲でのパフォーマンスが評論家を含め極めて高く評価された。

## その他
- アジザの5枚目のアルバム名「Jazziza」は、彼女が子供の時に父が付けたニックネームから取られた。彼女の曲の多くは父へと捧げられている。
- 彼女の異母姉に、ララ・ムスタファ・ザデという名のピアニストがいる。

## ディスコグラフィ
- Aziza Mustafa Zadeh (1991)
- Always (1993)
- Dance of Fire (1995)
- Seventh Truth (1996)
- Jazziza (1997)
- Inspiration – Colors & Reflections (2000)
- Shamans (2002)
- Contrasts (2006)
- Contrasts II (2007)